# Lithobactrum
Lithobactrum is een geslacht van sponsdieren uit de klasse van de Demospongiae (gewone sponzen). 

## Soort
- Lithobactrum forte Kirkpatrick, 1903